# 河口乡 (仁寿县)
河口乡，是中华人民共和国四川省眉山市仁寿县曾经下辖的一个乡。2019年12月，撤销河口乡，将其所属行政区域划归板桥镇管辖。

## 行政区划
河口乡撤销前下辖以下地区：
月亮村、乐园村、三帝村、柏树村、团圆村、傅加村和七一村。